# En voiture, Simone (film)
Pour les articles homonymes, voir En voiture, Simone.
Pour plus de détails, voir Fiche technique et Distribution.
En voiture, Simone (Soft Beds, Hard Battles) est un film britannique réalisé par Roy Boulting, sorti en 1974.

## Synopsis
En France, sous l'occupation nazie, une maison close est le lieu de plaisir des officiers allemands venus se divertir et le centre d'attention de la Gestapo tandis que la Résistance s'organise par le biais de la mère-maquerelle et de ses filles.

## Fiche technique
- Titre français : En voiture, Simone
- Titre original : Soft Beds, Hard Battles
- Réalisation : Roy Boulting
- Scénario : Roy Boulting & Leo Marks
- Musique : Neil Rhoden
- Photographie : Gilbert Taylor
- Montage : Martin Charles
- Production : John Boulting & Roy Boulting
- Société de production : Charter Film Productions
- Société de distribution : United Artists
- Pays :  Royaume-Uni
- Langue : Anglais
- Format : Couleur - Mono - 35 mm - 1.85:1
- Genre : Comédie
- Durée : 91 min

## Distribution
- Peter Sellers (VF : Roger Carel) : Général Latour / Major Robinson / Herr Schroeder / Adolf Hitler / Le Président / Prince Kyoto
- Lila Kedrova : Madame Grenier
- Curd Jürgens  : Le général Von Grotjahn
- Rex Stallings : Alan Cassidy
- Béatrice Romand : Marie-Claude
- Jenny Hanley : Michelle
- Gabriella Licudi (VF : Monique Thierry) : Simone
- Vernon Dobtcheff (VF : Georges Riquier) : Le Père
- Patricia Burke (VF : Paule Emanuele) : La Mère Supérieure
- Hylette Adolphe : Mlle Tom-Tom
- Jenny Hanley : Michelle
- Daphne Lawson : Claudine
- Françoise Pascal : Madeleine
- Douglas Sheldon (VF : Pierre Hatet) : Le capitaine Kneff
- Nicholas Loukes (VF : Roger Crouzet) : Schultz
- John Abineri (VF : Jean-Claude Michel) : Le préfet de police
- Thorley Walters (VF : Claude Nicot) : Le général Erhardt
- Don Fellows : Le premier conseiller